# Prawo wieczności

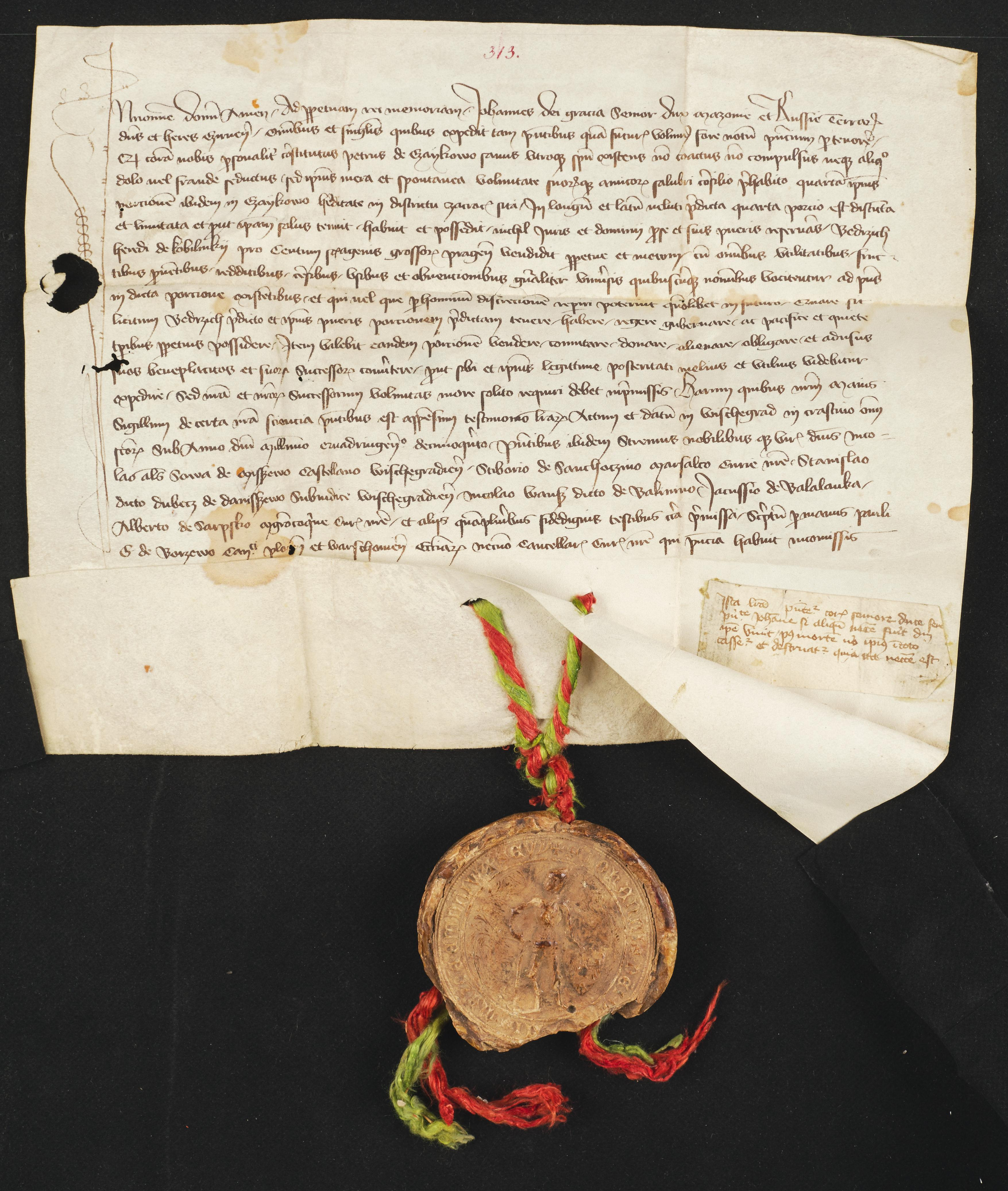
Dokument z 2 listopada 1415, którym książę mazowiecki Janusz I Starszy poświadcza sprzedaż części wsi Czajkowo w dystrykcie zakroczymskim, Biblioteka Książąt Czartoryskich, sygn. 313 Perg.

Prawo wieczności – prawo dokonywania wpisów transakcji przenoszących własność nieruchomości (wieczystych) do staropolskich akt sądowych. Przysługiwało co do zasady sądom ziemskim, jako kontynuacji sądownictwa monarszego w poszczególnych ziemiach, oraz niektórym sądom grodzkim. W Wielkopolsce ze względu na silną pozycję starosty generalnego sądy ziemskie i grodzkie konkurowały o wyłączność prawa do przyjmowania rezygnacji jeszcze w XVI w. Miało ono fundamentalne znaczenie dla staropolskiej instytucji hipoteki, wprowadzonej konstytucją sejmową "O ważności zapisów" w 1588. Wpis do ksiąg grodzkich, które nie posiadały prawa wieczności musiał być przeniesiony do właściwych terytorialnie ksiąg wiecznych w ciągu roku i sześciu tygodni pod rygorem utraty mocy prawnej całej transakcji. Przyznawanie sądom grodzkim prawa wieczności było procesem, który zakończył się dopiero w połowie XVII w. Było jednym z powodów upadku sądownictwa ziemskiego, ponieważ akta ziemskie były dostępne dla zainteresowanych jednie podczas kadencji sądowych (roczków) oraz tzw. leżenia ksiąg, poprzedzającego zazwyczaj o kilka tygodni rozpoczęcie sądów. 